# Upogebione tropica
Upogebione tropica là một loài chân đều trong họ Bopyridae. Loài này được Lemos de Castro & Brasil Lima miêu tả khoa học năm 1975.